# 張三 (歌手)
張錫安（1985年1月31日—），藝名張三，台灣男歌手、音樂製作人、廣播主持人。曾創辦安樂茂思國際事業有限公司，並於演唱組合張三李四擔任團長、主唱。

## 獲獎與提名
2012年，以製作、詞曲、編曲、導演的《美麗七賢暝》於南面而歌獲得南方MV大賞獎、南方之歌獎、南方之星作詞人獎。
2014年，以《關電火了後》獲得臺灣原創流行音樂大獎首獎。
2016年，其團隊張三李四入圍五項金曲獎並獲得最佳演唱組合獎。
2017年，其執導的MV《拆》獲得金曲獎最佳音樂錄影帶獎。
2021年，製作的專輯《自本》入圍八項金曲獎最終獲獎三項，其中最佳年度歌曲《若是明仔載》於抖音超過5億觀看數，該專輯同時獲得中華音樂人交流協會十大專輯及十大單曲。同年，其製作及主持的音樂廣播節目《台語chill乎你聽》入圍金鐘獎流行音樂節目獎。
2022年， 參與『魍神之夜』動畫配樂，入圍第59屆金馬獎最佳動畫短片。
| 頒獎典禮                           | 年份 | 作品                        | 獎項             | 結果 |
| ---------------------------------- | ---- | --------------------------- | ---------------- | ---- |
| 第27屆金曲獎                       | 2016 | 張三李四 （首張同名專輯）   | 最佳演唱組合獎   | 獲獎 |
| （页面存档备份，存于）第28屆金曲獎 | 2017 | 拆                          | 最佳音樂錄影帶獎 | 獲獎 |
| 第29屆金曲獎                       | 2018 | 張三李四 （第二張同名專輯） | 最佳演唱組合獎   | 提名 |
| 第29屆金曲獎                       | 2018 | 張三李四 （第二張同名專輯） | 最佳專輯裝幀設計 | 提名 |
| 第32屆金曲獎                       | 2021 | Seen It All?                | 最佳演唱組合獎   | 提名 |
| 第32屆金曲獎                       | 2021 | 自本                        | 最佳專輯製作人獎 | 提名 |
| 第32屆金曲獎                       | 2021 | 自本                        | 最佳台語專輯獎   | 獲獎 |
| 第32屆金曲獎                       | 2021 | 自本                        | 最佳編曲人獎     | 獲獎 |

## 音樂作品
- 張三李四

1. 首張同名專輯《張三李四》- 演唱、專輯製作人、作詞、作曲、編曲、錄音、混音
2. 第二張同名專輯《張三李四》- 演唱、專輯製作人、作詞、作曲、編曲、錄音、混音
3. 《Seen It All?》- 演唱、專輯製作人、作詞、作曲、編曲、錄音、混音

## 其他音樂製作
- 黃乙玲《講乎自己聽》

1. 感情線 - 作詞

- S.H.E《SHERO》

1. 我愛雨夜花 - 作詞、作曲

- 郁可唯《失戀事小》

1. 好想你也在 - 作詞、作曲

- 李千那《查某囡仔》

1. 那A安呢 - 作詞、作曲、編曲

- 康康《ㄐㄧㄚ ㄐ ㄧ ㄚ ˊㄐㄧㄚˇ ㄐㄧㄚˋ》

1. 驚某大丈夫 - 編曲

- 晨悠《Crazy Dreamer》原創歌曲 Crazy Dreamer - 製作人

- LULU《29》

1. 不要LU - 作詞、作曲

- 金莎《月亮販賣快樂》單曲製作

1. 月亮販賣快樂 - 製作人、混音

- 曹雅雯《小說》

1. 敢會當愛你 - 製作人、作詞、作曲、編曲、錄音、混音

- 曹雅雯《自本[12]》- 專輯製作人、作詞、作曲、錄音、混音
- 光樂團《白色虎姑婆》- 製作人、作曲
- 許富凱《我毋是你想的遐爾快樂[13]》- 專輯製作人、作詞、作曲、錄音、混音
- 杜忻恬《有夠貓[14]》- 專輯製作人、作詞、作曲、錄音、混音
- 蔡家蓁《美.即刻[15]》- 專輯製作人、作詞、作曲、錄音、混音

## 外部連結
- 張三 Zion的Facebook 專頁 （页面存档备份，存于）